# Rabanal de los Caballeros

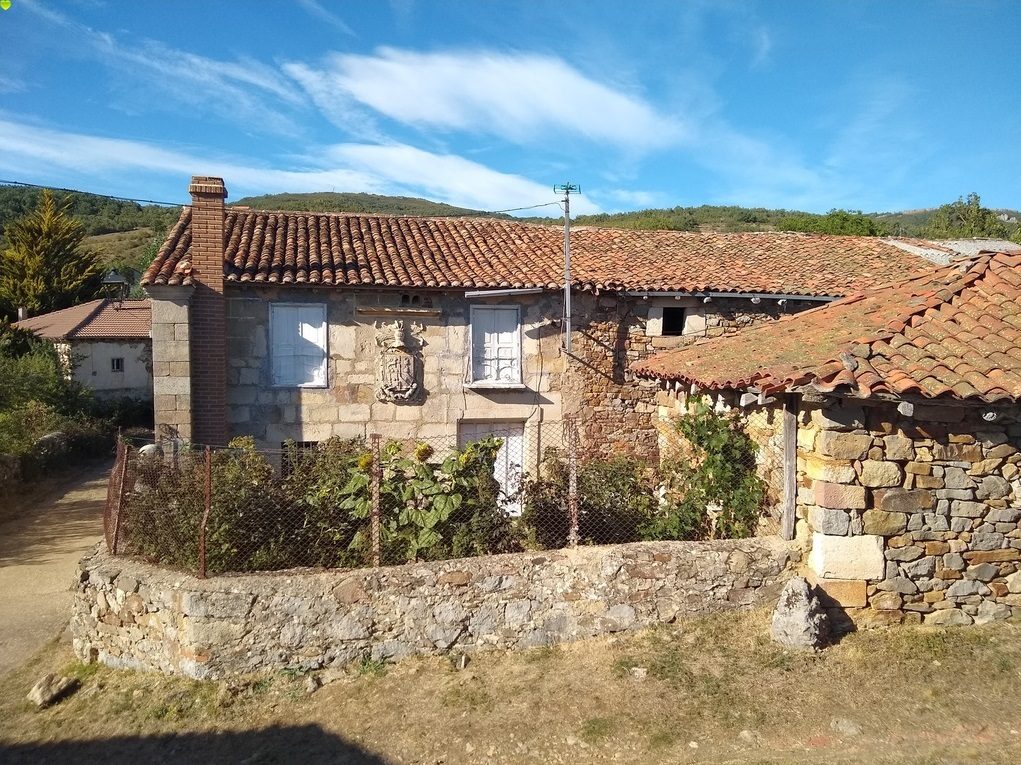
Casa con escudo

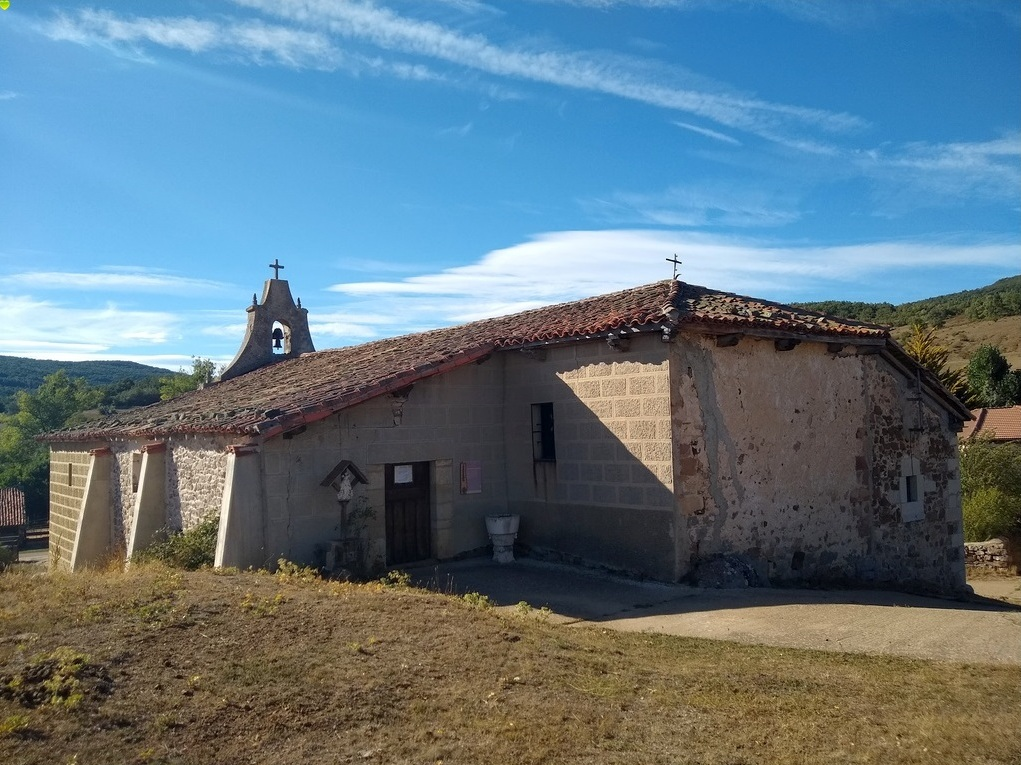
Ermita (actual iglesia) de Santa Rita

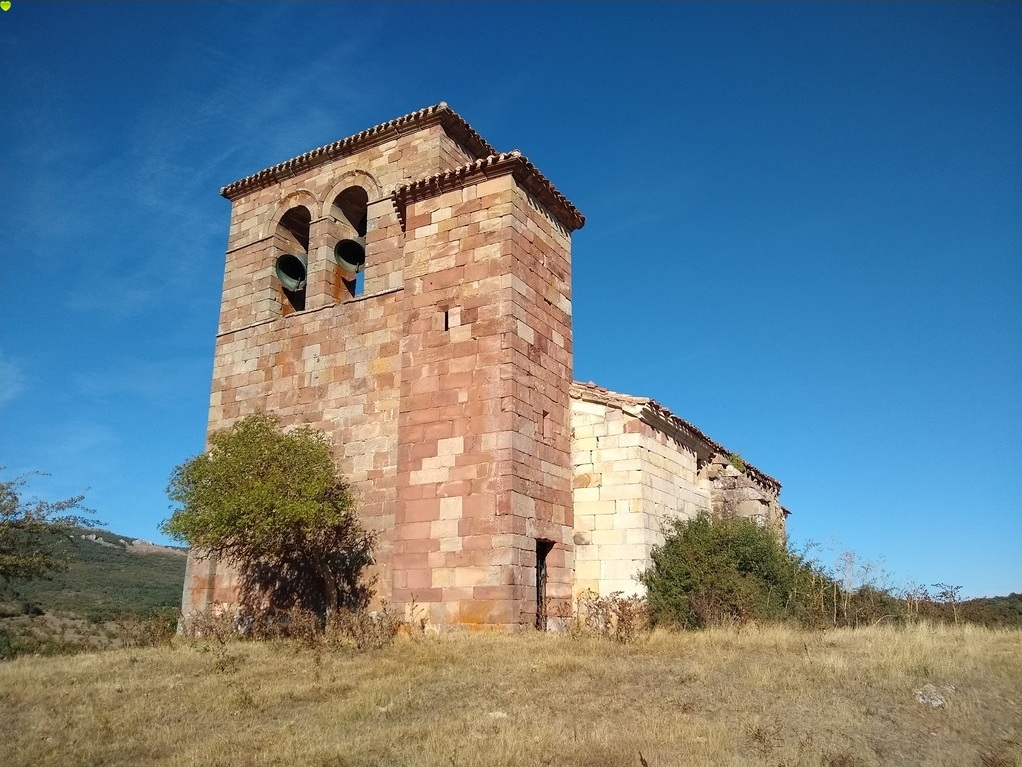
Iglesia de San Martín

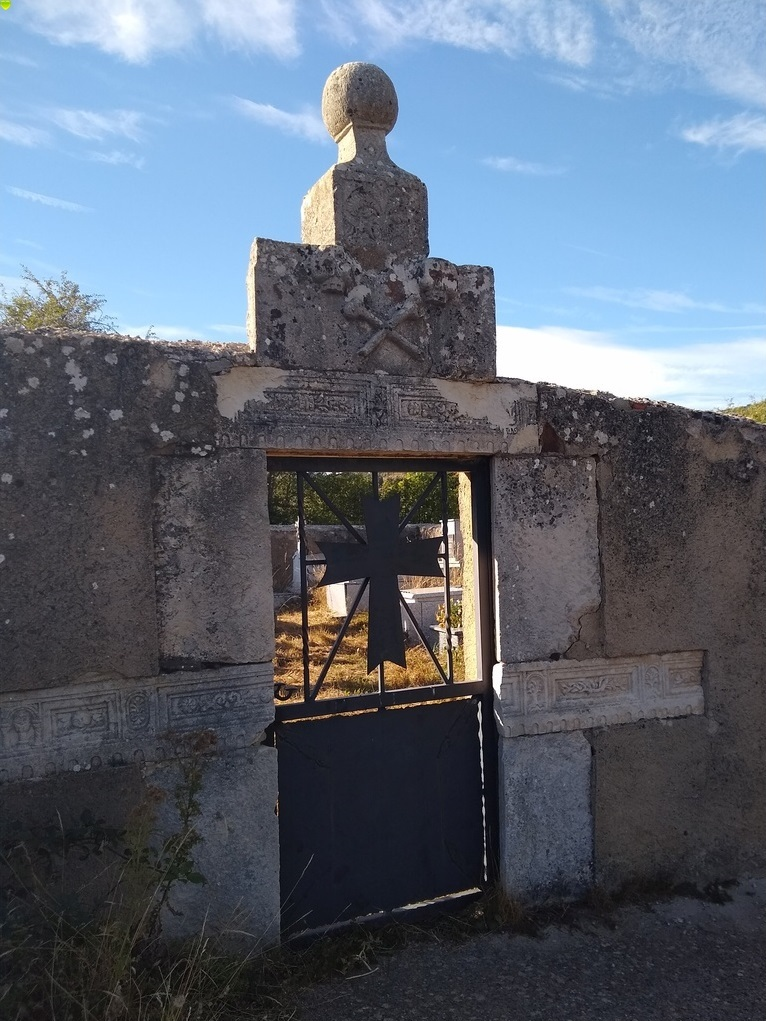
Portada del cementerio

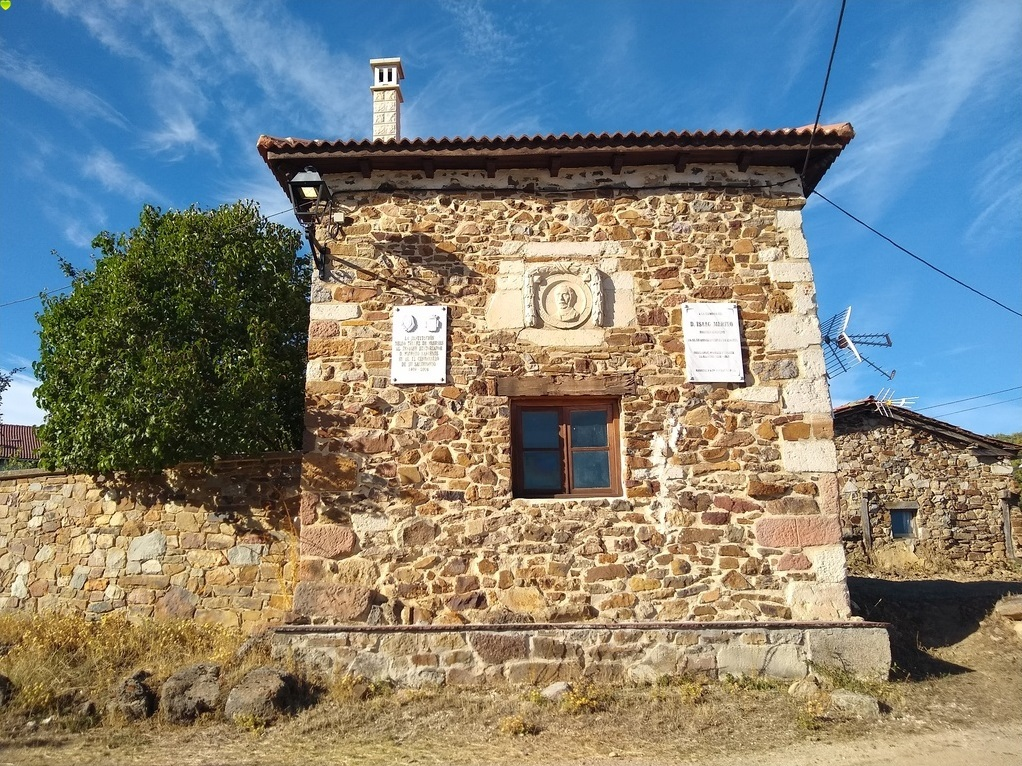

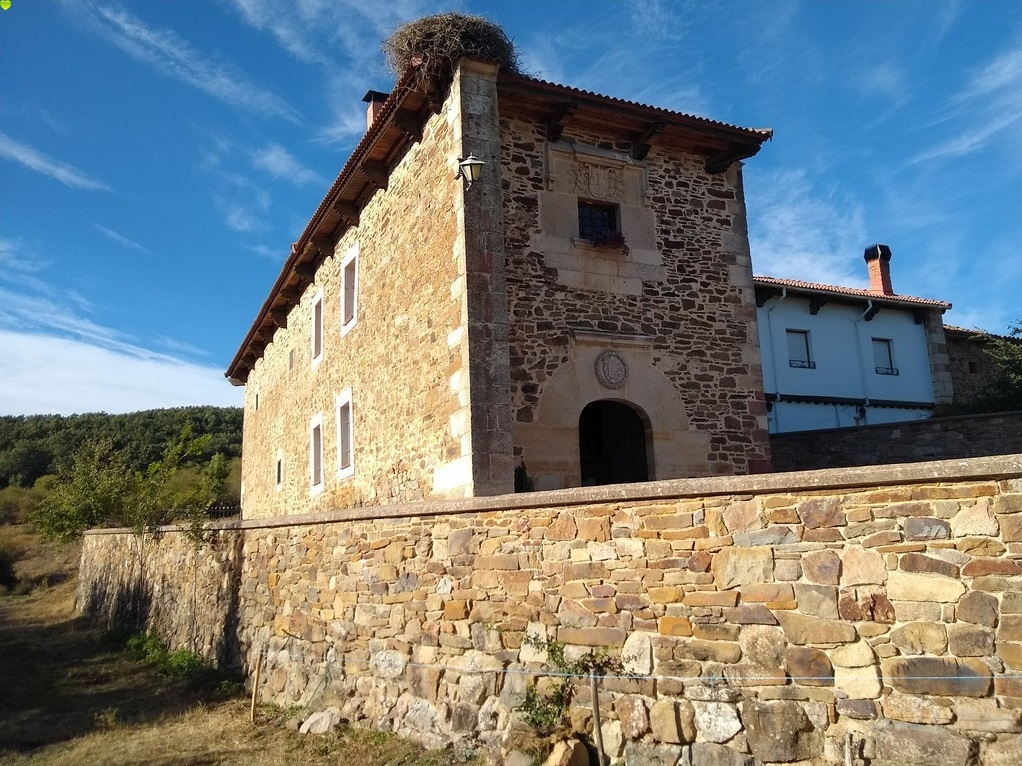

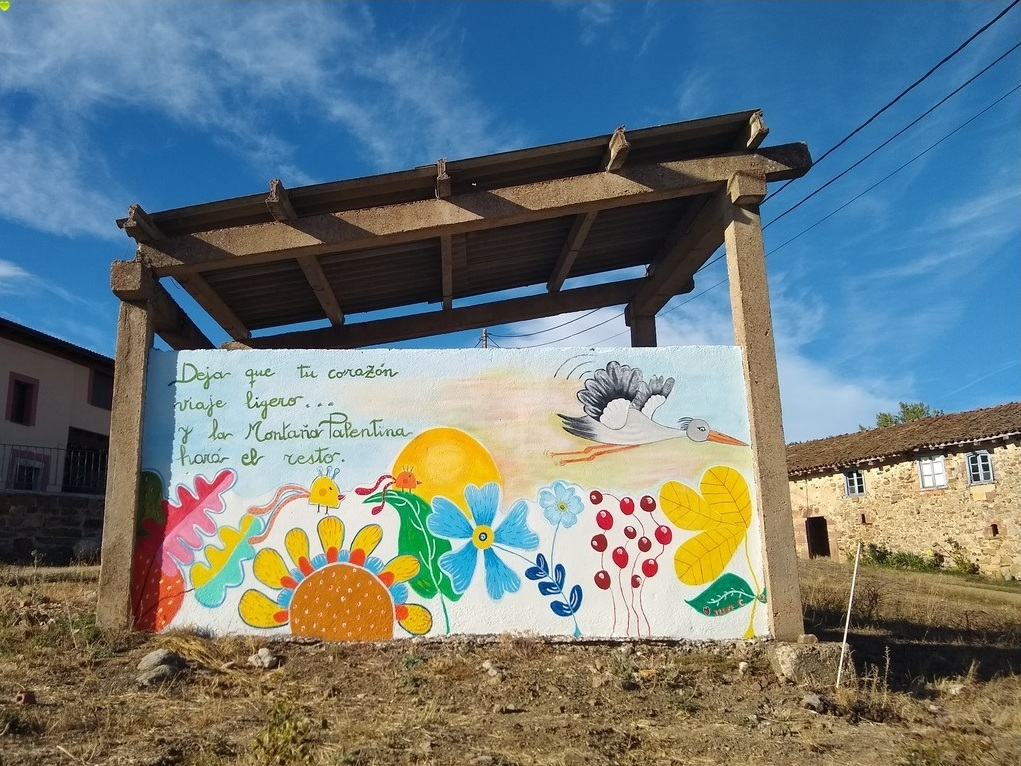
Mural

Rabanal de los Caballeros es una localidad y también pedanía de la provincia de Palencia (Castilla y León, España) que pertenece al municipio de Cervera de Pisuerga.
Está a una distancia de 4,6 km de Cervera de Pisuerga, la capital municipal, en la comarca de Montaña Palentina.

## Demografía
Evolución de la población en el siglo XXI
| Gráfica de evolución demográfica de Rabanal de los Caballeros entre 2000 y 2020 |
|                                                                                 |
| Población de derecho (2000-2020) según el padrón municipal del INE              |

## Geografía
- Coordenadas: 42,9° N, 4,47° W.
- Altitud: 1080 m s. n. m.

- Pertenece a la ZBS CERVERA (zona básica de salud).

Esta localidad limita con:
- Valsadornín, Arroyos de Ojedo y Hondadales;
- Arbejal (al sur).

Distancia a los 23 pueblos restantes del municipio:
- Cervera de Pisuerga → 4,6 km,
- Arbejal →,3 km
- Valsadornín → 1,9 km,
- Gramedo → 2,3 km,
- Vañes → 3,
- Estalaya → 3,7 km,
- Verdeña → 5,6 km,
- Celada de Roblecedo → 6,2 km,
- San Felices de Castillería → 2,3 km,
- Herreruela de Castillería → 5,5 km,
- Ruesga → 5,5 km,
- Ventanilla → 7 km,
- Resoba → 6,8 km,
- San Martín de los Herreros →,17 km
- Rebanal de las Llantas →,20 km
- Santibáñez de Resoba →,
- Ligüerzana → 5,7 km,
- Quintanaluengos → 6,9 km,
- Barcenilla de Pisuerga →,
- Rueda de Pisuerga → 6,9 km,
- Vallespinoso de Cervera → 4,5 km,
- Cubillo de Ojeda →,
- y Perazancas →.

Otros pueblos cercanos de otros municipios: Mudá (5,7 km), Polentinos (5,5 km), San Cebrián de Mudá (6,8 km), Vergaño (2,7 km), Vado de Cervera (5,7 km).
Situado a 3,3 km del embalse de Requejada y a 6,6 km del embalse de Ruesga.

## Historia

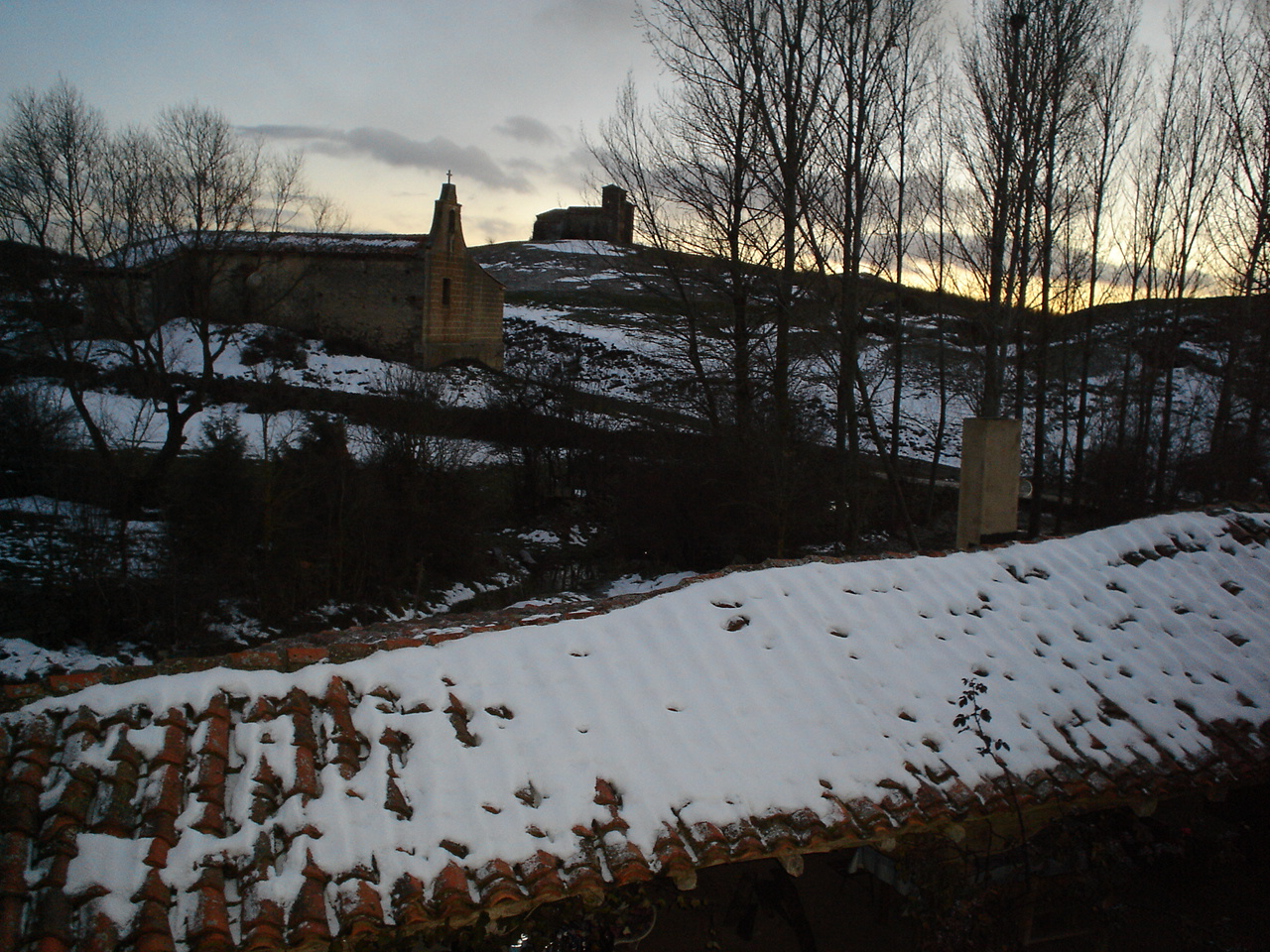
Vista de Rabanal de los Caballeros.

En Rabanal de los Caballeros se encontraba la casa solar de los duques Gómez y López, que la tradición cuenta proceder de tres caballeros, edificio de cal y canto, mezclado con argamasa, que tras su demolición fue aprovechada la piedra de su fábrica para las construcciones por parte de  los vecinos. Y de la cual ha quedado los restos de un foso y barbacana, así como una fuente aledaña que utilizan los vecinos para beber. Esta casa se encontraba en lo que hoy es la zona más baja del pueblo junto a la carretera de acceso.
Del este linaje era propiedad el monte que llaman "De los Duque" y robledal anexo a dicha casa, así como una fuente de donde beben los vecinos del lugar. Los descendientes de la dicha casa son únicos patronos y fundadores de la parroquia de San Martín de dicho lugar, y presenteros del beneficio curado de la misma. En esta iglesia de San Martín los duques Gómez y López tienen sus enterramientos y sepulturas, como Hidalgos de Sangre a fuero de España.
Fueron poseedores de esta casa Diego Duque, su esposa Mencía Santos en primer matrimonio, y María Quintana, en segundo, hija de Diego Portillo y de Isabel Valderas. Diego Duque, era hijo de Juan Duque, y de Juana Solís, poseedores del término y ermita de  San Cebrián de Gallinera, y nieto de Gutierre Duque, y de su esposa Inés López. Derivan de esta casa los Gómez de Dosal, o los duques de Castañeda, que se distribuyeron en primer lugar por las vecinas poblaciones de San Salvador de Cantamuda, Areños, Casavegas, y Camasobres.
La ermita de San Cebrián de Gallinera se mantuvo en pie hasta el año 1804 en que se demolió, y cuya piedra se utilizó para la capilla del Rosario de la iglesia de Traspeña.
A la caída del Antiguo Régimen la localidad se constituye en municipio constitucional, conocido entonces como Rebanal de los Caballeros que en el censo de 1842 contaba con 13 hogares y 68 vecinos, para posteriormente integrarse en Vañes.

### Nombre
- En las primeras referencias de documentos escritos sobre la montaña palentina: Rabanal de los Caballeros aparece en el año 1218.
- Si atendiésemos a que el topónimo Rabanal solo aparece en las provincias de León y Palencia, veremos que ello es indicativo de su antigüedad. No obstante también sabemos que estas localidades son de nueva fundación en época medieval por lo que no deberían tener nombres prerromanos así que solamente puede tener dos orígenes o bien proceden de la palabra rebaño, nada descabellado, o en el caso de este Rabanal miramos a orígenes mozárabes y lo damos el nombre de "lugar de señores" rab -nal, con una etimología similar a la palabra rabadán y que se relacionaría con la calidad de sus habitantes en la Edad Media, todos ellos miembros del estamento nobiliar.

### Patrimonio
- Parte del patrimonio sacro de su antigua iglesia, la de San Martín, fue trasladado, y allí expuesto, al Museo Diocesano de Palencia.
- Los patronos son Santa Rita (22 de mayo) y San Martín Obispo (11 de noviembre).

### Personas destacadas
- A principios del siglo XIX, nació el historiador Modesto Lafuente, autor entre otras obras de La historia general de España.[4]